# کراس‌پوینت (ویرجینا)
کراس‌پوینت (به انگلیسی: Crosspointe) یک منطقهٔ مسکونی در ایالات متحده آمریکا است که در شهرستان فرفکس، ویرجینیا واقع شده‌است. کراس‌پوینت ۵٫۷۵ کیلومتر مربع مساحت و ۵٬۸۰۲ نفر جمعیت دارد و ۹۱٫۴۴ متر بالاتر از سطح دریا واقع شده‌است.